# Свято-Георгиевский храм (Таганрог)
Свято-Георгиевский храм — православный храм Таганрогского благочиния Ростовской и Новочеркасской епархии. Храм расположен в городе Таганрог, Ростовской области (пер. Машинный, 5).

## История
Поскольку  в 1931 году собор Иоанна Предтечи (Скараманговская церковь) решением властей был закрыт, жители большого района оказались без своего храма.
26 мая 1943 года рабочие Металлургического завода и жители города обратились в бургомистрат оккупированного Таганрога с просьбой открыть на Старо-Почтовой улице Церковь в честь великомученика Георгия Победоносца (ныне — ул. Дзержинского, район пер. Чугунный). Власти разрешение дали. Церковь была рассчитана на прихожан, проживающих на Касперовке, Скараманговке, Новоселовке. Открылась церковь в небольшом здании магазина и явно не устраивала как причт, так и приход Церкви.
В 1945 году Свято-Георгиевский храм был перенесён в находящийся недалеко по Машинному переулку небольшой каменный амбар старинной постройки. Освящение Церкви в новом здании было совершено Преосвященным Епископом Иосифом Таганрогским.
С 1945 до 1986 года храм оставался в тени, службы проходили тихо и незаметно. В 1986 году настоятелем церкви был назначен протоиерей Ариан Пневский. Его трудами, по проекту, составленному им самим, началось строительство новой Церкви. Разобрали здание старого амбара, для строительства использовали кирпич нового храма.
В итоге Церковь получилась размером 21 x 11 метров. Имеет 5 колоколов. Оборудовано место для чина отпевания. Внутри на антресолях имеется площадка для хоров.
Освящение вновь отстроенной Церкви приурочили к дням празднования в честь Святого великомученика Георгия Победоносца. Чин освящения в присутствии Настоятеля храма о. Ариана и многочисленных верующих 5 мая 1991 года совершил Митрополит Ростовский и Новочеркасский Владимир.
В связи с тяжелой болезнью отца Ариана и невозможностью совершать богослужение, а также нести груз хозяйственных забот, 12 июня 2008 года настоятелем Свято-Георгиевского храма назначен протоиерей Алексей Лысиков, протоиерей Ариан получил статус «почетного настоятеля».
В майские праздники 2013 года прихожане отмечали юбилейную дату, 70-летие своего храма. 9 мая 2013 года в храме святого великомученика Георгия Победоносца в связи с его юбилеем совершил праздничную Божественную литургию митрополит Ростовский и Новочеркасский Меркурий.

## Реконструкция
В сентябре 2013 года епархией Ростовской области было объявлено о начале строительства-реконструкции храма, в процессе которой будут объединены здания воскресной школы и духовно-просветительского центра. Прихрамовая территория за последние годы расширилась в 4 раза, уже подготовлена проектная документация. Храм планируется возвести в византийском стиле. Стройку будут вести поэтапно, чтобы не нарушить жизнь прихода.
Высота купола в результате реконструкции станет около 17 метров, что сделает храм заметным и узнаваемым.

## Протоиерей Ариан Пневский
Протоиерей Ариан Пневский родился в 1924 году. Великая Отечественная война застала его на территории современной Польши, где он работал на железной дороге помощником машиниста. Ариан передавал партизанам сведения о продвижении поездов с немецкими солдатами и бронетехникой, а также поездов с советскими военнопленными и угоняемыми на работу в Германию мирными жителями. Когда в списках отправляемых в Германию оказался сам Ариан Пневский, партизаны забрали его в отряд под командованием легендарного партизанского генерала Сидора Артемьевича Ковпака.
Ариану Пневскому довелось участвовать в рейдах по фашистским тылам и диверсиях. После первого ранения семье отца Ариана по ошибке была отправлена «похоронка». Выписавшись из госпиталя, отец Ариан был направлен в танковые войска. Во время боя, в результате прямого попадания в танк вражеского снаряда сдетонировал боекомплект. Как правило, в таких случаях никто из членов экипажа в живых не остается, и родственники получили уже вторую похоронку. Но, к счастью, опять преждевременную. Вернуться домой отец Ариан смог уже после войны, лишь в конце 45-го года.
В 1945 году он поступил в Одесскую Духовную семинарию и окончил её  с отличиемв 1949 году. В 1952 году Ариана Пневского рукоположили. Основной период пастырского служения отца Ариана пришелся на годы хрущевских гонений на Церковь.

## Духовенство
- Настоятель — протоиерей Алексей Лысиков, благочинный Таганрогского округа[3].
- Второй священник — иеромонах Иоасаф (Кислица).
- Иерей  Вадим Яблоновский.